# Černý lom (Dalejské údolí)

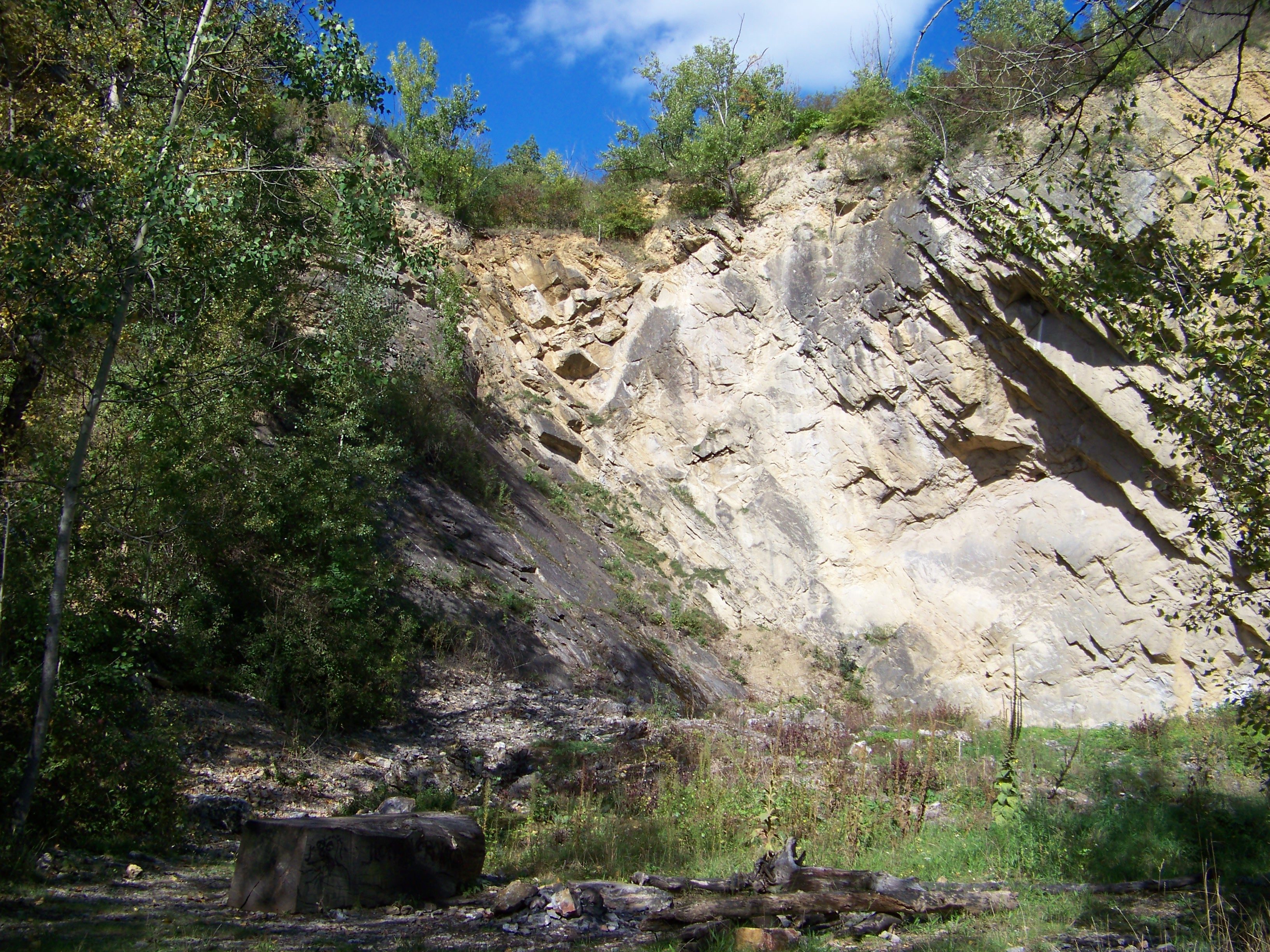
Černý lom (Kamčatka) v Dalejském údolí

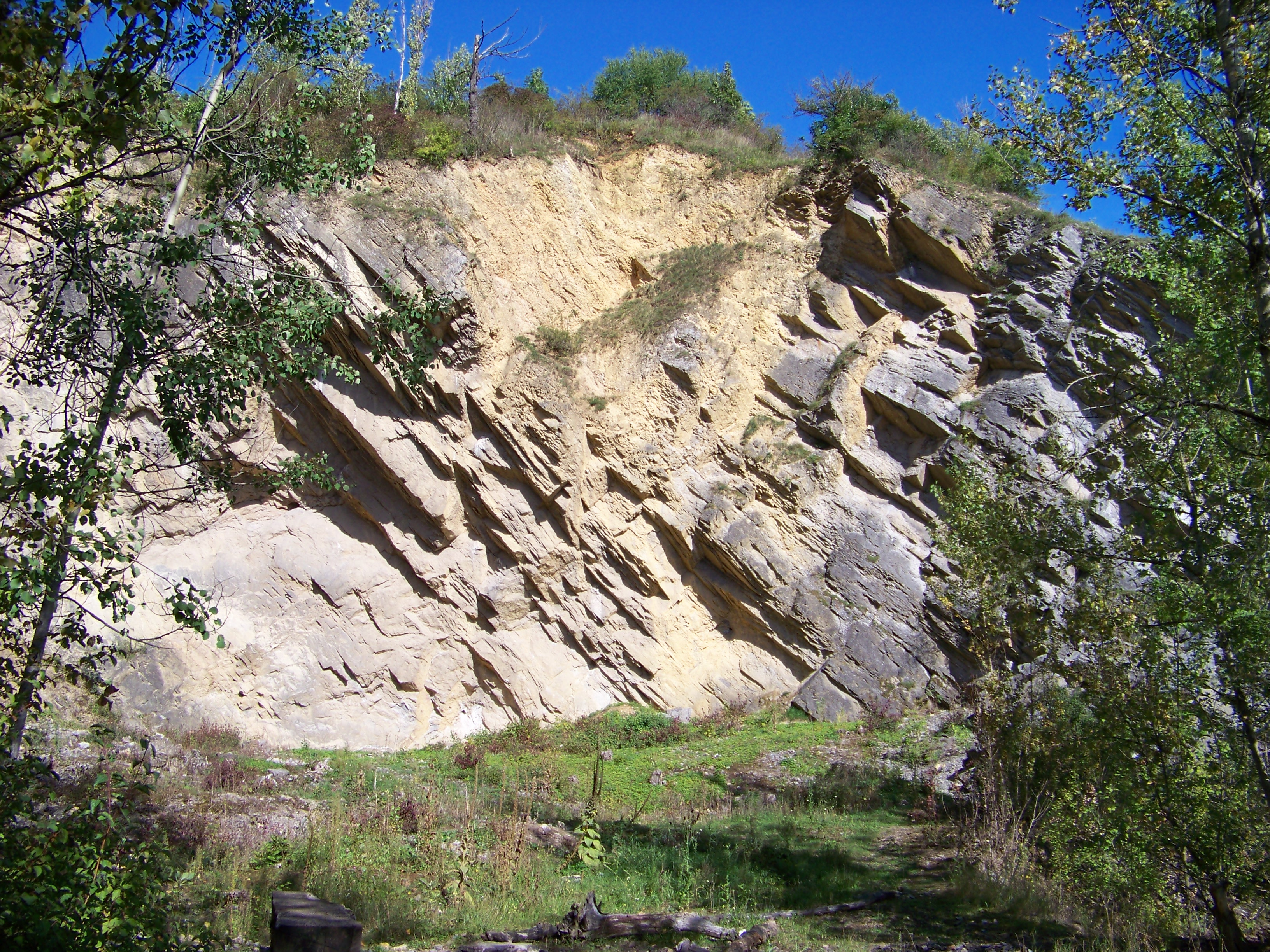
Černý lom (Kamčatka) v Dalejském údolí

Černý lom v Dalejském údolí je původně stěnový lom nazývaný Kamčatka. Lom se nachází v nadmořské výšce 307 m v Dalejském údolí u pražských Řeporyj, katastrálně patří k Holyni (Praha 5). V roce 1923 jej podle tmavých silurských vápenců pojmenoval jako Černý lom sběratel zkamenělin František Hanuš (1860–1937). Původně až 275 metrů dlouhý lom s 30 metrů vysokou stěnou obsahoval v nadloží černých vápenců (nejvyššího siluru) světlé vysokoprocentní vápence, které byly obzvlášť vhodné pro výrobu vápna. Tyto světlé vápence vznikly ve spodním devonu usazováním v teplém moři, když se prehistorický mikrokontinent Perunika posunul do blízkosti rovníkového pásma. Kolem roku 1919 byla těžba vápence v lomu Kamčatka ukončena. Následně byla většina dna opuštěného vápencového lomu zavezena vysokou vrstvou těžebního odpadu, který pocházel z lomu Vokounka a z lomu Rokle (na protější straně Dalejského údolí). V Černém lomu a jeho bezprostředním okolí lze nalézt sběrem v kamenné suti části pravěkých lilijic.

## Podrobněji
Rozhodnutím Mezinárodního geologického kongresu v Montrealu v roce 1972 byl (jako první na světě) stanoven v Čechách na Klonku u Suchomast (asi 8 km jižně od Berouna) tzv. mezinárodní standard (mezinárodní stratotyp) pro celosvětově platnou hranici mezi silurem a devonem (před cca 418 miliony let). Toto rozhraní mezi dvěma historickými geologickými obdobími (periodami) prvohor je na východní stěně Černého lomu ve spodní části zrnitých narůžovělých vápenců. A jsou to právě ony narůžovělé vápence, kde se vyskytují zkameněliny označované jako lobolity.

### Lilijice
V prvohorách a druhohorách dosáhla třída evolučně nejstarších žijících mořských ostnokožců (s kostrou složenou z vápnitých destiček) nazývaná mořské Lilijice (Crinoidea; krinoidi) největšího rozvoje. Obecně se vyznačovali tělem tvořeným dlouhým stonkem a korunou (koruna byla tvořena kalichem a z něho se dále rozpínala rozvětvená dlouhá a velmi pohyblivá ramena). V prvohorách existovaly dvě jejich ekologické formy:
- Bentonická forma lilijic byla pevně přisedlá (přirostlá) svými kořenovými výrůstky k mořskému dnu;
- Planktonická forma lilijic byla plovoucí, za tím účelem opatřená dutým kulovitým orgánem fungujícím coby plovák,[2] který lilijici udržoval ve vznosu.[7][8]

Plováky planktonických prvohorních mořských lilijic byly tvořeny soustavou několika nepravidelných komůrek, přepážek a dutých trubic naplněnými plynem a jejich fosilní nálezy se označují termínem lobolity. Tyto unikátní (vzácné) zkameněliny (fosilie) „plováků“ se nacházejí jen v České republice a na několika málo místech světa (například v Maroku).
Kromě poměrně vzácných lobolitů se z fosilizovaných (prvohorních / druhohorních) lilijic nejčastěji nacházejí jen drobné kulaté články jejich stonků (někdy i s pěticípou hvězdičkou) Rezavé silně zvětralé vápence (datované do nejvyššího siluru) skrývají malé ramenonožce Dayia bohemica o velikosti třešňové pecky. V severní stěně Černého lomu na povrchu tmavých vápenců je možno nalézt lesklé úlomky ramenonožců. Nejvyšší silur je ohraničen výskytem trilobita Tetinia minuta, nejnižší devon poznáme dle trilobitů ze skupiny druhu Warburgella rugulosa. Sled hornin devonu pak zde pokračuje kotýsskými vápenci, jež jsou chudé na zkameněliny a které náležejí (dle geologického času) ke stupni vyšší lochkov.

### Lobolitová stráň
Sběratel zkamenělin František Hanuš (1860–1937) pojmenoval západní část Černého lomu (situovanou blíže k lomu Mušlovka) termínem „Lobolitová stráň“. Tato stráň je ve své horní části tvořena zvětralými rezavými vápenci. Lokalita se vyznačovala tím, že po jarním tání tu bylo možno nacházet jako menší míč veliké lobolity rodu Scyphocrinites. Jejich stěny měli tloušťku několik milimetrů a uvnitř kulovitého plováku uzavíraly duté komory.

## Galerie

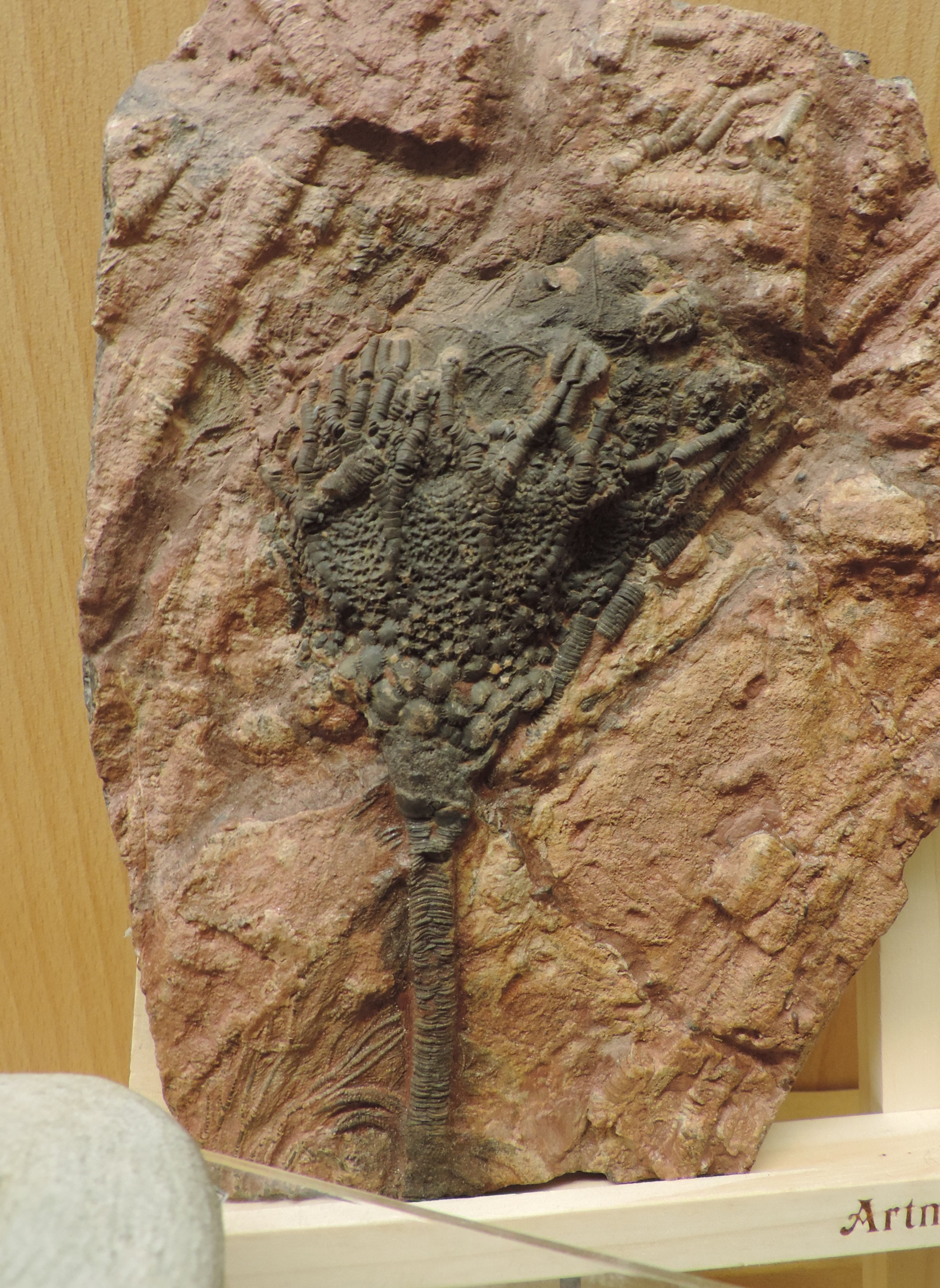
Fosilie lilijce Scyphocrinites (silur, Maroko, exponát z regionálního přírodovědného muzea v bulharském Plovdivu; ilustrační fotografie)
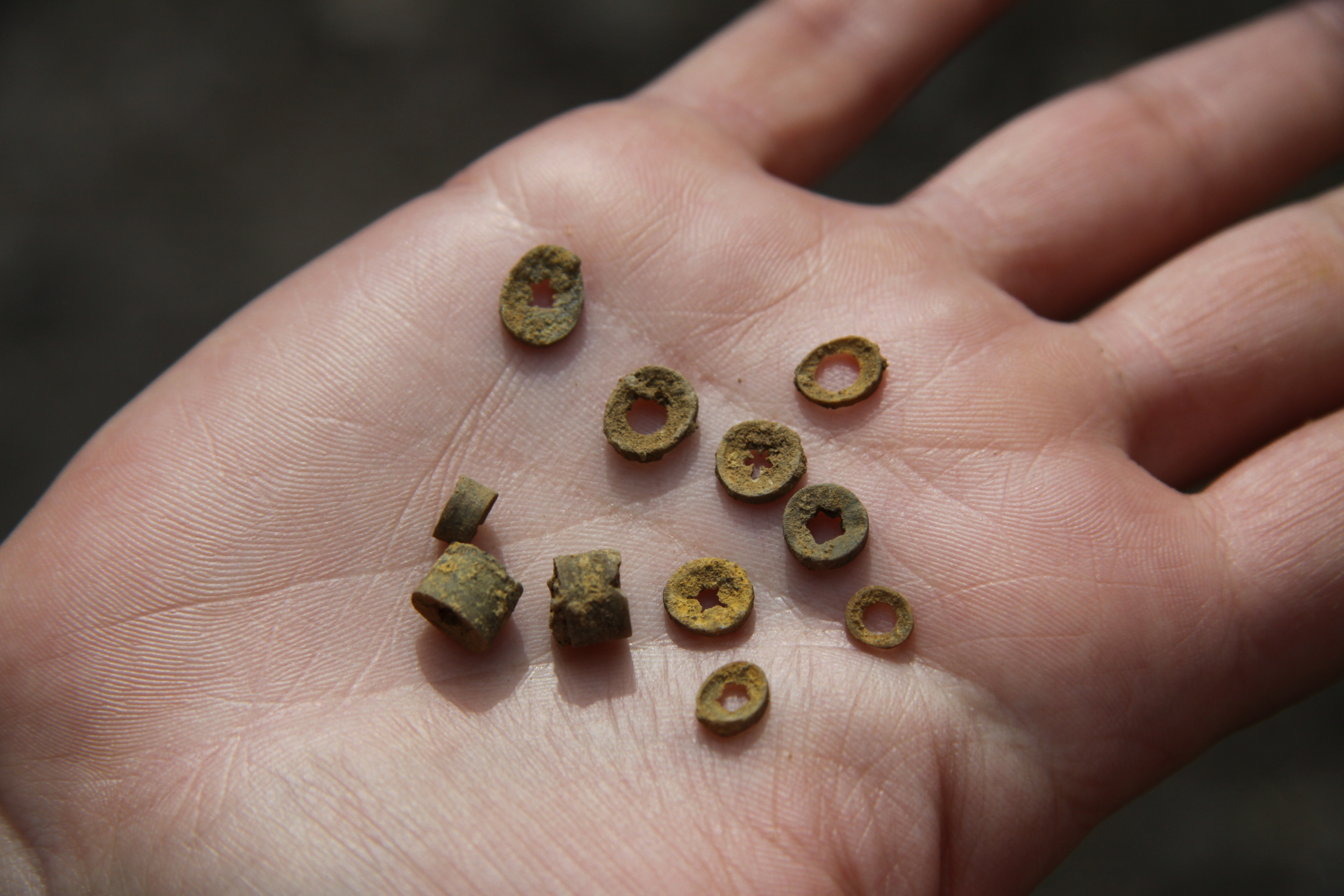
Fosilní průřezy stonků lilijic nalezených na Lobolitové stráni nedaleko Černého lomu
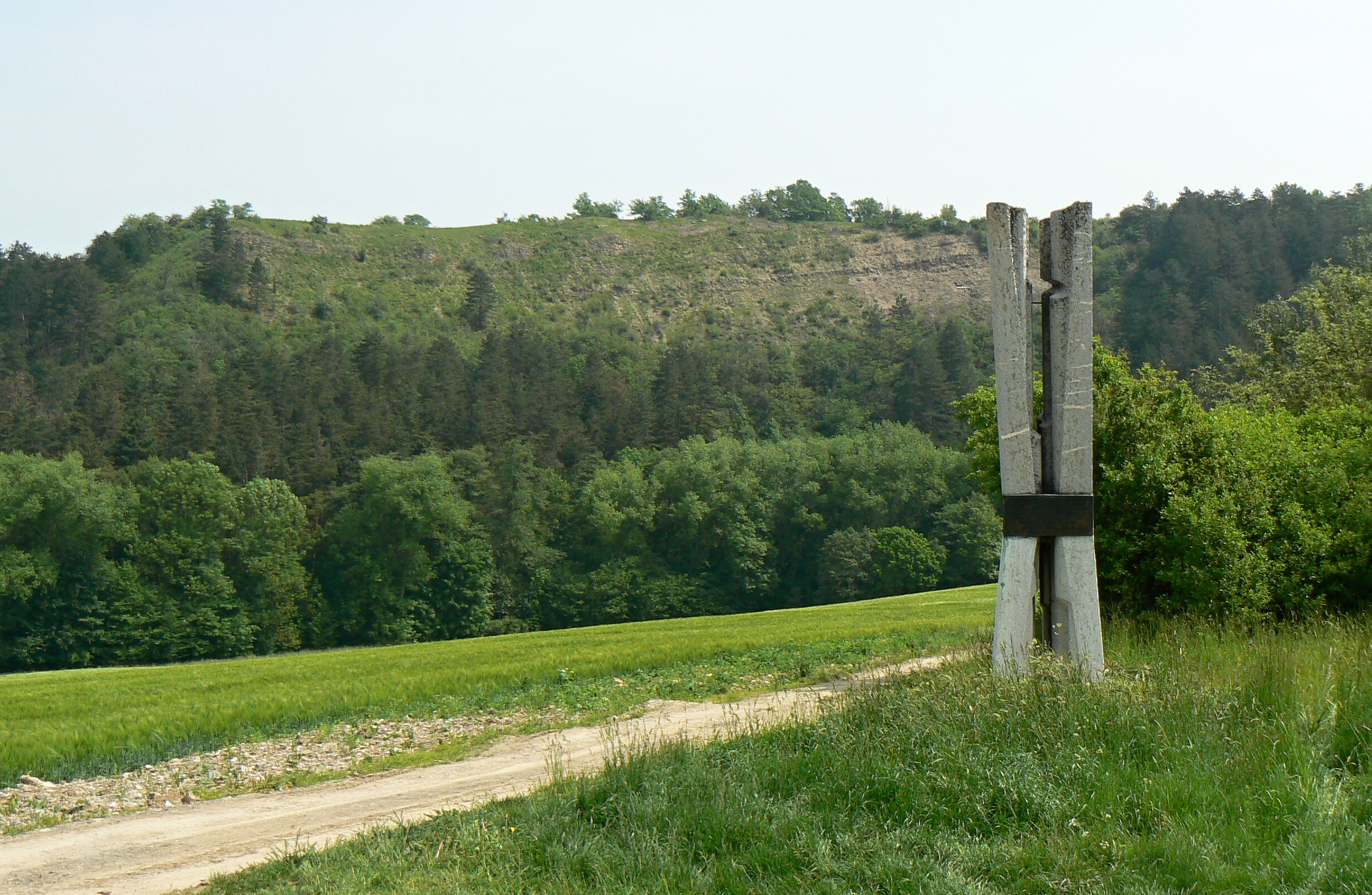
Národní přírodní památka Klonk na severním okraji obce Suchomast – stratotyp siluru a devonu